# Freixeda do Torrão
Freixeda do Torrão é uma localidade portuguesa do município de Figueira de Castelo Rodrigo que foi sede da extinta freguesia de Freixeda do Torrão, que tinha 24,27 km² de área e 262 habitantes (2011) (densidade: 10,8 hab./km²).
A freguesia de Freixeda do Torrão foi extinta em 2013, no âmbito de uma reforma administrativa nacional, para, em conjunto com as Freguesias de Quintã de Pero Martins e Penha de Águia, formar uma nova freguesia denominada União das Freguesias de Freixeda do Torrão, Quintã de Pero Martins e Penha de Águia da qual é a sede.

## História
Muitas são, e foram, as conjecturas que a propósito da sua "génese", sem todavia se ter chegado a uma conclusão certa e definitiva. Sabe-se que, isso sim, que a região foi habitada por povos pré-históricos, embora a falta de documentos arqueológicos não permita ter uma maior informação sobre o desenvolvimento do seu passado pré-histórico.
O primeiro documento em que foi possível encontrar o nome da Freixeda do Torrão data de 1190. Ali é mencionada a "Granja da Fonte do Canto", no lugar de Freixeda do Torrão.
Um importante vestígio da ocupação romana é, de facto, a ponte que actualmente dá passagem sobre o ribeiro.
Da Guerra da Restauração (1640) podiam-se observar, até à bem pouco tempo, ruínas de um antigo forte, outrora designado por "Reduto", e que serviria para defender a urbe dos ataques espanhóis.
É neste século que, segundo um antigo semanário já extinto, "O Correio da Beira", a Freixeda do Torrão atinge o seu auge demográfico.
Numa das suas edições "O Correio da Beira" afirma mesmo que a aldeia tinha recenseados 1250 habitantes. Admite-se agora que tal crescimento se deva ao perfil da terra, à mão de obra agrícola (que sempre existiu em grande número) e à abundância de água.
Foi já neste século que aqui se radicou um poderoso fidalgo, de nome Tomás Metello Nápoles Lemos. Terá sido ele que mandou edificar uma grande casa, e à qual chamamos, hoje em dia, de Solar dos Metellos. Na configuração do Solar há a registar ainda a existência de uma torre… a Torre do Solar dos Metellos e que ainda hoje existe, apesar das condições precárias em que se encontra. Outrora existiu também uma ligação entre a Torre e o Solar, que mais tarde, já na Segunda metade deste século viria a ser destruída. Talvez isso tenha contribuído, de forma significativa, para a degradação da referida Torre.
O poder deste fidalgo, Visconde, manifestou-se pelo domínio da maior parte dos terrenos agrícolas da localidade, e que se manteve durante várias gerações. Só com o emparcelamento é que este latifúndio se "desmoronou" e foi vendido a vários agricultores. Talvez tenha sido deste modo que a agricultura minifundiária se tenha desenvolvido.
Essencialmente rural, a Freixeda do Torrão tornou-se importante no aspecto agrícola, assim como todo o concelho de Figueira de Castelo Rodrigo, o qual foi por alguns designado como sendo "o segundo celeiro de Portugal", surgindo logo depois do Alentejo.
Nessa altura a Freixeda do Torrão foi galardoada por diversas vezes com medalhas de ouro, e que foram atribuídas aos melhores agricultores do distrito da Guarda em virtude da sua produção de trigo e centeio.
Actualmente é, ainda, o sector primário que continua a ser o principal meio de subsistência da população, embora tenha surgido ultimamente alguma produção no sector secundário e mesmo terciário.

## Património[3]
- Solar dos Metelos ou Torre dos Metelos
- Igreja Matriz
- Capela de São João
- Capela de Santa Ana
- Capela de Nossa Senhora de Lourdes

## População
| Totais e grupos etários | Totais e grupos etários | Totais e grupos etários | Totais e grupos etários | Totais e grupos etários | Totais e grupos etários | Totais e grupos etários | Totais e grupos etários | Totais e grupos etários | Totais e grupos etários | Totais e grupos etários | Totais e grupos etários | Totais e grupos etários | Totais e grupos etários | Totais e grupos etários | Totais e grupos etários |
| ----------------------- | ----------------------- | ----------------------- | ----------------------- | ----------------------- | ----------------------- | ----------------------- | ----------------------- | ----------------------- | ----------------------- | ----------------------- | ----------------------- | ----------------------- | ----------------------- | ----------------------- | ----------------------- |
|                         | 1864                    | 1878                    | 1890                    | 1900                    | 1911                    | 1920                    | 1930                    | 1940                    | 1950                    | 1960                    | 1970                    | 1981                    | 1991                    | 2001                    | 2011                    |
|                         | 779                     | 754                     | 873                     | 876                     | 853                     | 807                     | 835                     | 853                     | 852                     | 657                     | 426                     | 449                     | 352                     | 306                     | 262                     |
| i)                      |                         |                         |                         |                         |                         |                         |                         |                         |                         |                         |                         |                         |                         | 34                      | 20                      |
| ii)                     |                         |                         |                         |                         |                         |                         |                         |                         |                         |                         |                         |                         |                         | 30                      | 23                      |
| iii)                    |                         |                         |                         |                         |                         |                         |                         |                         |                         |                         |                         |                         |                         | 135                     | 112                     |
| iv)                     |                         |                         |                         |                         |                         |                         |                         |                         |                         |                         |                         |                         |                         | 107                     | 107                     |

```
i)
 0 aos 14 anos;
 ii)
 15 aos 24 anos; 
iii)
 25 aos 64 anos; 
iv)
 65 e mais anos	
```